# Apostolepis serrana
Apostolepis serrana — вид змій родини полозових (Colubridae). Ендемік Бразилії.

## Поширення і екологія
Apostolepis serrana відомі з типової місцевості в горах Серра-ду-Ронкадор в штаті Мату-Гросу, на висоті 1500 м над рівнем моря. Вони живуть в саванах серрадо.

## Збереження
МСОП класифікує цей вид як такий, що перебуває під загрозою зникнення. Apostolepis serrana може загрожувати знищення природного середовища.